# Jimmy Reese Europe
James Reese Europe (Mobile, Alabama, 22 de febrero de 1881-Boston, Massachusetts, 9 de mayo de 1919) fue un pianista, violinista, director de orquesta y compositor estadounidense de ragtime y jazz tradicional.

## Historial
Su apodo le viene de que, adolescente aún, se trasladó a Europa para perfeccionar su dominio del violín en el Conservatorio de Leipzig. De regreso a su país, se instaló en Nueva York, en 1904. Integró la primera banda de jazz conocida de la ciudad, junto a Will Dixon, y ejerció de director de comedias musicales. Fundó la "Europe's Society Orchestra", en 1910, con la que acompañó a la pareja de bailarines Vernon e Irene Castle, entonces muy conocidos. Bajo la denominación de "Clef Club Orchestra", actuó en el Carnegie Hall en 1912, con Sidney Bechet y Noble Sissle entre sus músicos.
Durante la Primera Guerra Mundial, Europe dirige diversas bandas militares y actúa en Francia, donde estaba con su regimiento. Su vuelta a Estados Unidos, en 1915, es triunfal y graba varios discos para Pathé, con rags, blues y espirituales negros, bajo el nombre de "Hell's Fighters". El 10 de mayo (según Ortiz Oderigo) o el 9 (según otros autores), Europe es asesinado tras una discusión con su baterista, Herbert "Battleaxe" Wright. 
En la película Stormy Weather, aparece una reconstrucción de la orquesta de Europe, que es sin duda la figura más conocida del "estilo New York", dando mucho peso a los arreglos orquestales en detrimento de las improvisaciones colectivas, propias del hot de Nueva Orleans.